# Thap Lamu
Thap Lamu (Thai: บ้านทับละมุ) ist ein Fischerdorf in Thailand. Thap Lamu gehört zur Gemeinde (Tambon) Lam Kaen des Landkreises (Amphoe) Thai Mueang der Provinz Phang Nga.
Thap Lamu liegt knapp 80 km nördlich von Phuket an der Westküste der Süd-Region von Thailand.

## Tourismus
Über Thap Lamu führt der kürzeste Weg zu den Similan-Inseln, die 70 km westlich liegen. Überwiegend nördlich des Ortes befindet sich parallel zur Straße 4147 der Marinestützpunkt Phang Nga der Thailändischen Streitkräfte. Am Ende dieser lokalen Stichstraße 4147 (zweigt nach Westen von der Phetkasem ab) befinden sich einige Piers, wo Boote für Tauchausflüge starten. Weiter südlich – dazu muss man nach Passieren der Nationalparkverwaltung nach links abbiegen – liegt der Anleger der Andaman Tours zu den Similan-Inseln.

## Wirtschaft
Die Wirtschaft von Thap Lamu basiert aber vor allem auf dem Fischfang, da Touristen hier kaum länger verweilen. Im Schutze einer vorlagerten Halbinsel hat sich hier in einer Meeresbucht ein natürlicher Hafen gebildet, der von Norden nach Süden von Marine, Tourismus und Fischerei genutzt wird. Trotzdem wurde auch Thap Lamu am 26. Dezember 2004 von dem katastrophalen Tsunami heimgesucht. Durch den Schutz der vorgelagerten hügeligen Halbinsel konnten die Wassermassen in leicht abgeschwächter Weise nur von Norden kommen, so dass sie vor allem größere Schäden in der Marinebasis und der Schule anrichteten. Im Ort gab es zahlreiche Tote. Am Ortseingang kann man deshalb nun auf der linken Seite einen Turm mit Tsunami-Warn-Sirenen und ein großes Haus auf hohen Stelzen als Fluchtziel bei einem erneuten Tsunami erkennen.
Es gibt ein kleines Resort und einen Golfplatz auf dem Armeegelände. Darüber hinaus wird Thap Lamu als Sprungbrett zu den Similan-Inseln genutzt. Die nächsten Hotels finden sich im 15 km entfernten Khao Lak. Um von hier zu den Similan-Inseln zu gelangen, bieten sich mehrere Möglichkeiten. Man kann einen Transfer bei einem der zahlreichen Anbieter in Khao Lak oder Thap Lamu buchen und auf den Inseln übernachten. Hierfür stehen Zelte und Bungalows auf den Inseln Nummer 4 und 8 bereit. Organisiert und betrieben wird dies vom Nationalpark Mu Ko Similan. Eine Alternative ist es, mit einer der Tauchbasen für einen Tagesausflug zu den Similan-Inseln zu fahren. Dies findet meist mit Speedbooten statt.